# Sext Titini
Sext Titini (en llatí Sextus Titinius) va ser un polític romà del segle v aC. Formava part de la gens Titínia, una antiga família romana d'origen plebeu.
Va ser elegit tribú de la plebs l'any 439 aC.